# Hull Challenger 2002
L'Hull Challenger 2002 è stato un torneo di tennis facente parte della categoria ATP Challenger Series nell'ambito dell'ATP Challenger Series 2002. Il torneo si è giocato a Hull in Gran Bretagna dal 18 al 23 febbraio 2002 su campi in sintetico indoor.

## Vincitori

### Singolare
Denis Golovanov ha battuto in finale  Arvind Parmar che si è ritirato sul punteggio di 6–4, 3-1

### Doppio
Gilles Elseneer /  Frédéric Niemeyer hanno battuto in finale  Yves Allegro /  Wesley Moodie con il punteggio di 6–4, 6–4